# Sounds of the Animal Kingdom
Sounds of the Animal Kingdom ist das dritte und letzte Studioalbum der Grindcore-Band Brutal Truth vor deren Auflösung 1999.

## Entstehungsgeschichte
Nach der EP Kill Trend Suicide folgte das erste vollständige Album für Brutal Truths neue Plattenfirma Relapse Records. Die Band arbeitete wieder mit dem Produzenten Billy Anderson zusammen und nahm das Album im Juni 1997 in den Baby Monster Studios in New York auf. Das Cover zeigt einen Mann im Anzug mit weit geöffnetem Mund beim Schreien. Die rechte Körperhälfte ist die eines Gorillas. Die Fotomontage entstand nach einer Idee des Sängers Richard Hoak und wurde von Eric Horst erstellt.
Nach dem Album löste sich die Band zunächst auf. Als Abschiedswerk folgte die Kompilation Goodbye Cruel World (1998).

## Titelliste
1. Dementia – 2:04
2. K.A.P. (Kill All Politicians) – 1:23
3. Vision – 0:48
4. Fucktoy – 1:23
5. Jemenez Cricket – 3:40
6. Soft Mind – 1:03
7. Average People – 2:18
8. Blue World – 7:14
9. Callous – 0:11
10. Fisting – 1:19
11. Die Laughing – 3:08
12. Dead Smart – 3:04
13. Sympathy Kiss – 4:54
14. Pork Farm – 1:50
15. Promise – 2:19
16. Foolish Bastard – 1:08
17. Postulate Then Liberate – 1:40
18. It’s After the End of the World – 2:08
19. Machine Parts – 4:21
20. 4:20 – 3:00
21. Unbaptized – 3:22
22. Prey – 21:50

## Liedinfos
Das Sample„ Still not loud enough, still not fast enough!“ vor Dementia stammt aus dem Film Die 5000 Finger des Dr. T. It’s After the End of the World ist eine Coverversion von Sun Ra and his Arkestra. Am Lied Postulate ist Bill Yurkiewicz (Co-Labelgründer von Relapse Records und Sänger bei Exit-13) als Gastsänger beteiligt. Der Beginn von Blue World wurde im Smoke, Grind and Sleep-Studio von Jon Smith aufgenommen. Nach dem Lied Prey folgt ein 20-minütiger Loop.

## Musikstil und Texte
Richard Hoak wurde bei diesem Album stark von Desmond Morris’ Buch Der nackte Affe beeinflusst. Die Texte sind gesellschaftskritisch und handeln überwiegend von der negativen Seite der Menschheit: Drogen (Jemenez Cricket), Gier (Fisting) und Krieg (Die Laughing, Foolish Bastard). Eine Reihe von Liedern befassen sich mit dem Thema Anpassung an bestehende, fehlerhafte Gesellschaftsnormen und stellen diese als negativ dar. (Pork Farm, Dementia, Soft Mind, Average People, Machine Parts). Mike DaRonco von Allmusic bezeichnet die Texte als „düstere, aber realistische Aussicht auf den Weltuntergang“
Musikalisch ließ man sich von Produzent Billy Anderson inspirieren, der der Band große Freiheiten bei der musikalischen Umsetzung ließ und, im Gegensatz zu Colin Richardson (mit dem die Band bei Need to Control zusammenarbeitete), die Produktion aufs Notwendigste reduzierte. Zudem führte er die Mitglieder der Band an experimentelle Stoner-Doom- und Sludge-Bands wie Sleep, Eyehategod, Neurosis und Buzzov•en heran. Die Musik pendelt zwischen Grindcore und Death Metal, aber mit Einflüssen aus den genannten Bands. So sind die Lieder von Tempowechseln durchzogen, neben Blastbeats kommen auch eher doomige Passagen zur Geltung. Langsame, ruhige, zum Teil jazzige Passagen wie bei „Jemenez Cricket oder das anfangs sogar beruhigend wirkende Blue World [treffen] auf krasse Grind-Songs wie Pork Farm und Foolish Bastard“. Musikalisch bezeichnete Dan Lilker ihren damaligen Stil als „den Gipfel ihrer Fähigkeiten“.

## Wiederveröffentlichung
Relapse Records veröffentlichte das Album zusammen mit der EP Kill Trend Suicide 2006 auf einer CD und ließ es von Scott Hull (Agoraphobic Nosebleed/Pig Destroyer) remastern. Als Ergänzung wurden Liner Notes von Albert Mudrian (Choosing Death: Die unglaubliche Geschichte von Death Metal & Grindcore) und den beiden Bandmitgliedern Kevin Sharp und Dan Lilker verfasst. Im Vergleich zur Erstveröffentlichung fehlen die Lieder 4:20 und Unbaptized, Prey wurde an den Schluss des Albums gesetzt. Ein Video zu Dead Smart von Regisseur Gouhei Sunano wurde beigefügt.